# Isola Dovarese
Isola Dovarese (lombardul: Ìzula) település Olaszországban, Lombardia régióban, Cremona megyében. Lakosainak száma 1065 fő (2023. január 1.). Isola Dovarese Casalromano, Pessina Cremonese, Volongo, Canneto sull’Oglio, Piadena Drizzona és Torre de’ Picenardi községekkel határos.

## Népesség
A település lakossága az elmúlt években az alábbi módon változott:
| Lakosok száma | 1206 | 1158 | 1174 | 1065 |
|               | 2013 | 2017 | 2018 | 2023 |

## Testvérvárosok
- Velaux, Franciaország